# 予言の自己成就
予言の自己成就（よげんのじこじょうしゅ、英: Self-fulfilling prophecy）とは、人の信念や期待によって、少なくとも部分的にその予想が現実になることである。この現象では、人々は期待通りの行動をとることで、その期待が実現するようになる傾向がある。予言の自己成就は、より一般的な現象であるポジティブフィードバックの一例である。予言の自己成就は肯定的または否定的な結果をもたらすことがある。単に人やものにラベルを適用するだけで、その人・ものの認識に影響を与え、予言の自己成就を生み出すことがある。対人コミュニケーションはこれらの現象の確立およびラベリングプロセスに影響を与える上で重要な役割を果たす。
アメリカの社会学者であるウィリアム・アイザック・トマスとドロシー・スウェイン・トマスは、この現象を調査した最初の西洋の学者であった。1928年、彼らはトマスの公理（トマスの格言としても知られる）を開発した：「人々が状況を現実として定義すれば、その結果において現実となる」。別のアメリカの社会学者であるロバート・キング・マートンは研究を続け、「予言の自己成就」という用語を作り出し、「信念や期待が、正しいか間違いかに関わらず、望ましい結果や期待される結果をもたらすことがある」という考えを広めたことで知られている。哲学者カール・ポパーとアラン・ガーウィスの著作もこの考えに貢献した。

## 歴史
この概念の初期の先駆者はエドワード・ギボンの『ローマ帝国衰亡史』に登場する：「多くの時代にわたって、預言は通常そうであるように、自らの成就に貢献した」。
「予言の自己成就」という言葉は、社会学者のロバート・キング・マートンによって作られた。彼はまたアノミー、社会構造、個人の適応様式の考えを発展させた。彼の著書『犯罪の一般理論』では、自己成就的な考えがいかに望ましくない状況を引き起こすかを示すために取り付け騒ぎの例を使用している。彼の説明では、地元の銀行が破産申請をするという噂が町中に広がり、多くの人々が銀行に殺到して口座を閉鎖することになった。銀行は総資産を現金で保管していないため、すべての顧客の引き出しに応じることができず、最終的に銀行は破産した。マートンは「崩壊の予言がその成就をもたらした」という分析で結論づけている。
マートンの例がコミュニティ内の予言の自己成就に焦点を当てていたのに対し、予言の自己成就は個人にも適用される。個人は多くの場合、他者の期待に適合するからである。これはピグマリオン効果としても知られ、ロバート・ローゼンタールとレノア・ジェイコブソンの実験に基づいている。この実験では、教師にランダムに選ばれた生徒が例外的に良い成績を上げると予想されると伝えられ、それらの生徒は年末のテストで著しい成績向上を示した。
哲学者カール・ポパーは予言の自己成就を「エディプス効果」と呼んだ：
『歴史主義の貧困』で議論したアイデアの一つは、予測が予測された出来事に与える影響であった。私はこれを「エディプス効果」と呼んだ。なぜなら神託はその予言の成就に導いた一連の出来事において最も重要な役割を果たしたからである。[...]しばらくの間、私はエディプス効果の存在が社会科学を自然科学から区別していると考えていた。しかし生物学においても—分子生物学においてさえ—期待がしばしば期待されたことの実現において役割を果たす
この考え方は哲学者ウィリアム・ジェームズが「信じる意志」として論じたものと似ている。しかしジェームズはこれを信念の自己検証として肯定的に見ていた。

## 応用
実例は認知的不協和理論と関連する自己認知理論の研究に豊富に存在する。人々はしばしば自分が公に表明することに沿うように態度を変える。
アメリカでは、「貧困との戦い」の後、この概念は公教育改革の分野で広く一貫して適用された。教師の期待が生徒の学業成績に影響を与えることが示されたからである:114 セオドア・ブラメルドは「最も単純な言葉で言えば、教育はすでに受け入れ可能で支配的と考えられる個人的および文化的生活のあらゆる習慣を投影し、それによって強化している」と述べた。教師の態度、信念、価値観が期待に影響を与える効果は何度もテストされてきた。最も著名なのは「教室のピグマリオン」研究であり、教師にはランダムに選ばれた生徒が知的に大きな成長を示す可能性が高いと恣意的に伝えられた。その結果、それらのランダムな生徒は実際に年末に別のIQテストを受けた際、著しく大きな向上を示した。変化は無意識かもしれないが、期待が高い教師は通常「回答するための時間をより多く与え、より具体的なフィードバックをし、より多くの承認を与える」。同様に、教師と肯定的な経験をした生徒は勉強量が増えるかもしれない:115。しかし、学術的な予言の自己成就は否定的なこともある。ある研究によれば、女子学生は男性教員が性差別主義者であると予想すると、成績が悪くなる可能性がある。
「戦争の不可避性」という現象は、かなりの研究が行われてきた予言の自己成就である。
失敗への恐怖は、その人が客観的に問題に適切に対処できる場合でも、結果の悪化につながる。例えば、転倒への恐怖は高齢者の転倒を増やす。
中国系およびy日本系アメリカ人は、4という数字が不運で死の前兆とみなされているため、毎月4日に心臓発作で死亡する可能性が高い。
ムーアの法則が集積回路（IC）のトランジスタ数が約2年ごとに倍増すると予測することは、しばしば予言の自己成就と考えられている。
銀行が支払い不能であるという信念はその事実を作り出すのに役立つかもしれないが、銀行の見通しに対する信頼はそれを改善するかもしれない。同様に、株式取引のパニックや投機的バブルは、株価が下がる（または上がる）という広まった信念によって引き起こされ、大量の売り/買いの動きを始めるなどする。
人々は、元々正しいかどうかに関わらず、社会によってなされた判断や評価に適応する。社会的に疎外されたグループ（例えば、ホームレス、薬物中毒者、その他のマイノリティ）に対する特定の偏見があり、そのため、この疎外されたグループの人々は実際に期待に従って行動し始める。

### 関係性
コロンビア大学の主要な研究によると、予言の自己成就は関係性において一定の役割を果たしている：関係にある人々の信念は、別れの可能性や関係の全体的な健全性に影響を与えることができる。L・アラン・スルーフは「拒絶の期待は、人々が他者から拒絶を引き出すような行動につながる可能性がある」と示唆した。研究では、「拒絶を不安に期待し、容易に認識し、過剰に反応する傾向」と定義された拒絶感受性が高いとされる人々のロマンティックな関係における予言の自己成就の役割の内部メカニズムが調査された。研究によると、女性は男性が関係の将来について抱く否定性と比較して、拒絶感受性を経験する可能性が高く、拒絶に敏感な女性は「対立を悪化させる方法で行動する可能性が高い」かもしれず、これはパートナーの関係満足度とコミットメントを損なう可能性のある行動につながる可能性がある。
心理学で議論されている他の具体的な例には以下が含まれる：
- 「賢いハンス」効果
- 観察者期待効果
- ホーソン効果
- プラセボ効果
- ノセボ効果
- ピグマリオン効果
- ステレオタイプ脅威

### 国際関係
予言の自己成就は、歴史を通じて「トゥキュディデスの罠」、すなわち新興勢力が支配的または統治勢力を脅かす現象として明らかになってきた。トゥキュディデスはスパルタとアテネの間のペロポネソス戦争を記録したアテネの歴史家であり将軍であった。彼は「アテネの台頭とそれがスパルタに植え付けた恐怖が戦争を不可避にした」と書いた。
予言の自己成就の別の例は、2003年のアメリカによるイラク侵攻である。侵攻はイラクがアメリカにテロリストの脅威をもたらすという仮定に基づいていたが、証拠は実際に脅威が存在しなかったことを示している。侵攻と政権の転覆の結果、イラクはテロ組織アルカーイダの拠点となり、潜在的な脅威という最初の信念を実現した。

## ステレオタイプ
予言の自己成就は人種主義の主要な寄与者の一つであり、その逆も同様である。『人種、民族性、文化の辞典』によると、「予言の自己成就は、人々を二重に犠牲にする悲劇的な悪循環を浮き彫りにすることを可能にする：第一に、犠牲者が本質的な否定的な質で烙印を押されるため；そして第二に、彼または彼女がこの質を否定できないようにされるため」。白人労働者が黒人労働者は「労働組合の伝統と集団交渉の技術において訓練されていない」と考えたため、労働組合の原則に反対するだろうと予想した例が挙げられている。この信念のため、黒人労働者は白人所有の企業に雇用されず、それにより黒人労働者は労働組合主義の原則を学ぶことができず、組合に加入することができなかった。
教師はステレオタイプに基づくコースを奨励し、生徒と自己成就的な思考を促す方法でやり取りすることがある：例えば、教師が数学的能力の向上を奨励しなかった場合、女子生徒は数学が苦手に見えるかもしれない。
「予言の自己成就」という用語が教育文献で初めて登場したのは1960年代で、アフリカ系アメリカ人の心理学者ケネス・B・クラークが黒人の子どもたちの黒人と白人の人形に対する反応を研究した時だった。クラークの研究からの反応は、黒人の人形を醜いと呼ぶ子どもから、自分が同一視する人形を選ぶよう促された時に涙を流す少女まで様々だった。黒人の子どもたちは学んだ劣等感を内面化し、それに従って行動した。最高裁が学校を人種統合するよう決定するのを推し進めたクラークは、教師が黒人学生と白人学生の間の達成レベルに与える影響に注目した。これはクラークに10の都市中心部の学校で教師の態度と行動を評価する研究を始めるよう促した。教師が抱いていた信念は、マイノリティの学生は知能が低いというものであり、そのため教師は彼らを教育する努力をしなかった。これはそれらの学生が教育されず、したがって知能が低いと認識されるというフィードバックループにつながった。

## 文学、メディア、芸術
文学では、予言の自己成就はしばしばプロット・デバイスとして使用される。これらは何千年もの間、物語で使用されてきたが、特にサイエンス・フィクションとファンタジーで人気がある。これらは予言を阻止しようとする試みが原因で予言された出来事が起こるというアイロニーのために、しばしば使用される。また、時にはコミックリリーフとしても使用される。

### 古典
多くの神話、伝説、おとぎ話は、ヘレニズム世界観の基本である運命の不可避性を示すために設計された物語の中心的要素としてこのモチーフを使用する。一般的なモチーフでは、生まれたばかりの子どもや、まだ懐妊されていない子どもが、権力者が起こってほしくないことを引き起こすと予言されるが、予言された出来事はそれを防ごうとする行動の結果として起こる。

#### ギリシャ
「預言者」という言葉はギリシャ語の「prophete」から派生し、「他者のために話す者」を意味する。
ギリシャの伝説から最もよく知られている例はオイディプースのものである。自分の子どもがいつか自分を殺すだろうという警告を受けたラーイオスは、新生児の息子オイディプスを死ぬように捨てたが、オイディプスは発見され、他の人々によって育てられ、そのため自分の本当の出生を知らなかった。彼が成長すると、オイディプスは父親を殺し、母親と結婚するだろうと警告された。彼はこれを避けようとし、自分の養父母が実の両親だと信じていたので、家を離れてギリシャへ旅し、最終的に彼の生物学的両親が住んでいた都市に到達した。そこで彼は見知らぬ人と喧嘩をし、彼を殺し、その未亡人と結婚したが、殺した見知らぬ人が自分の生物学的父親であり、新しい妻が生物学的母親であることを発見した。
ペルセウスの伝説は祖父アクリシオスを殺すだろうという予言から始まるが、予言が自己成就的であるのは一部のバージョンだけである。いくつかのバージョンでは、彼は競技会で誤って祖父に槍を刺すが、これはアクリシオスの予言への対応に関係なく起こった可能性がある行為である。他のバージョンでは、彼が競技会に参加したのは予言を聞いたからである。さらに他のバージョンでは、アクリシオスはポリュデクテースがダナエとの結婚を強制しようとした時の結婚式の客の一人であり、ペルセウスがメドゥーサの頭ですべての客を石に変えた時に偶然殺されている。
ギリシャの歴史記述は有名なバリエーションを提供している：リディアの王クロイソスがペルシャを侵略すべきかどうかデルフィの神託に尋ねた時、もし侵略すれば大きな王国を滅ぼすだろうという答えが来た。これが成功を意味すると思って攻撃したが、失敗した — 彼が滅ぼした王国は彼自身のものだった。
クロノスが息子によって打倒され、神々の王としての彼の玉座を簒奪されるだろうと予言された時、クロノスは子どもたちを生まれた直後に次々と食べ、彼の妻レアを怒らせた。復讐のために、彼女がゼウスを産んだ時、レアはクロノスに石を食べさせる代わりに、ゼウスをアマルテイアに育てられるよう送った。クロノスが予言を避けようとする試みはゼウスを彼の敵とし、最終的にその成就につながった。

#### ローマ
ロームルスとレムスの物語は別の例である。伝説によると、ある男が兄である王を打倒した。彼は甥のロームルスとレムスが自分が兄にしたように、いつか自分を殺すことを恐れて彼らを溺死させるよう命じた。少年たちはかごに入れられ、テヴェレ川に投げ込まれた。オオカミが赤ん坊を見つけ、彼らを育てた。後に、羊飼いが双子を見つけ、ロームルスとレムスと名付けた。10代の若者として、彼らは自分たちの血統を発見し、復讐で伯父を殺し、予言を成就させた。

#### アラビア
予言の自己成就の変形は自己成就夢であり、これは中世のアラビア語文学にさかのぼる。『千夜一夜物語』としても知られる『アラビアンナイト』のいくつかの物語は、文学的前進描写の特殊な形態として、これから起こることを伏線するためにこのデバイスを使用している。注目すべき例は「夢を通じて再び富裕になった破滅した男」で、ある男が夢の中で故郷のバグダードを離れてカイロへ旅し、隠された宝の所在を発見するよう告げられる。男はそこへ旅し、予言を信じることをやめた後、不運に見舞われ、最終的に牢獄に入る。そこで彼は自分の夢を警察官に話す。その警官は予感の夢のアイデアを嘲笑し、自分もバグダードにある中庭と噴水のある家について夢を見たこと、噴水の下に宝が埋まっていることを主人公に話す。男は自分の家としてその場所を認識し、牢獄から解放された後、家に帰って宝を掘り出す。言い換えれば、予感の夢は未来を予言しただけでなく、夢がその予言が実現する原因であった。この物語の変形は後にイギリスの民間伝承に「スワッファムの行商人」として登場する。
予言の自己成就の別の変形は「アッタフの物語」で見ることができる。ハールーン・アッ＝ラシードが彼の図書館（知恵の館）を参照し、ランダムな本を読み、「笑い、泣き、忠実な宰相」であるジャアファル・イブン・ヤフヤーを視界から追い払う。ジャアファルは「混乱し、動揺してバグダードから逃げ、アッタフとアッタフが最終的に結婚する女性を含むダマスカスでの一連の冒険に身を投じる」。バグダードに戻った後、ジャアファルはハールーンを笑わせ泣かせた同じ本を読み、それが彼自身のアッタフとの冒険を描写していることを発見する。言い換えれば、ハールーンがその本を読んだことが、本に記述された冒険を引き起こした。これは逆因果律の初期の例である。12世紀、この物語は12世紀のラテン語翻訳によってペトルス・アルフォンシによってラテン語に翻訳され、彼の『聖職者の教育』に含まれた。14世紀には、この物語のバージョンも『ゲスタ・ロマノールム』やジョヴァンニ・ボッカッチョの『デカメロン』に登場する。

#### ヒンドゥー教
予言の自己成就は古典的なサンスクリット文学に登場する。インドの叙事詩『マハーバーラタ』のクリシュナの物語では、マトゥラー王国の支配者であるカンサは、彼の姉デーヴァキーの息子によって死ぬという予言を恐れ、彼女を刑務所に入れ、そこで生まれる子供をすべて殺す計画を立てた。最初の6人の子供を殺し、7人目の見かけ上の流産の後、クリシュナ（8番目の息子）が生まれた。彼の命が危険にさらされていたため、彼は村のゴクラで養父母のヤショーダーとナンダに育てられるよう密かに連れ出された。数年後、カンサンは子供の逃亡を知り、彼を終わらせるためにさまざまな悪魔を送り続けた。悪魔たちはクリシュナと彼の兄弟バララーマの手によって敗北した。クリシュナは若い男として、叔父を打倒するためにマトゥラーに戻り、最終的にカンサは甥のクリシュナによって殺された。予言を防ごうとするカンサの試みが原因でそれが実現し、予言が成就した。

#### ルテニア
ノヴゴロドのオレグは10世紀初頭にルーシ人を支配したヴァリャーグの公爵であった。古い東スラブの年代記によると、オレグの雄馬がオレグの死の原因になるだろうと異教の司祭によって予言された。これを避けるために彼は馬を遠ざけた。何年も後に、彼は自分の馬がどこにいるのか尋ね、それが死んだと言われた。彼は遺骸を見たいと頼み、骨が横たわっている場所に連れて行かれた。彼が馬の頭蓋骨を彼のブーツで触れると、蛇が頭蓋骨から這い出てきて彼を噛んだ。オレグは死に、こうして予言が成就した。『原初年代記』では、オレグは預言者として知られており、皮肉にも彼の死の状況を指している。この物語はアレクサンドル・プーシキンによって彼の有名なバラード「賢明なオレグの歌」の中で浪漫化された。スカンジナビアの伝統では、この伝説はオルヴァル＝オッドの伝説として生き続けた。

#### ヨーロッパのおとぎ話
『三本の金髪を持つ悪魔』、『魚と指輪』、『三人の素晴らしい乞食の物語』、または『運命より強くなりたい王』など、多くのおとぎ話は貧しい少年が裕福な少女と結婚するだろう（または、より少ないが、貧しい少女が裕福な少年と結婚するだろう）という予言を特徴としている。これはアールネ・トンプソンのタイプ・インデックスの分類スキームの930タイプの物語である。少女の父親がそれを阻止しようとする努力が、少年が彼女と結婚する理由である。
別のおとぎ話は年長の子どもたちに起こる。『鳥の言葉』では、父親が息子に鳥が何を言っているか教えるよう強制する：それは父親が息子の召使いになるだろうということだった。『雄羊（おとぎ話）』では、父親が娘に彼女の夢を話すよう強制する：父親が彼女が手を洗うための水差しを持つだろうという夢であった。どちらの場合も、父親は子どもの反応を悪意の証拠とみなし、子どもを追い出す；これにより子どもは変化し、父親が後に自分の子孫を認識せず、子どもの召使いとして働くことを申し出ることを可能にする。
『眠れる森の美女』のいくつかのバージョン、例えば『太陽、月、タリア』では、睡眠は呪いによってもたらされるのではなく、彼女が亜麻（または麻）によって危険にさらされるだろうという予言が、城からすべての亜麻または麻を取り除くという王命令をもたらし、その結果、彼女は危険について無知となり、好奇心を持つことになる。

#### シェイクスピア
ウィリアム・シェイクスピアの『マクベス』は、予言の自己成就の古典的な例の一つである。3人の魔女は、マクベスがやがて王になるが、マクベス自身の子孫ではなく彼の親友の子孫が統治することになると予言した。予言に駆り立てられてマクベスは王と自分の友人を殺したが、これはおそらく予言がなければなされなかったことであり、マクベスに対する反逆と彼の死につながった。その後、魔女によってマクベスに再びもたらされた予言の一つ目は「マクダフに気を付けよ」であり、これもまた自己成就することになった。マクベスがこれを聞いていなければ、マクダフを脅威とみなすこともなく、そうなれば彼はマクダフの家族を殺さず、マクダフが復讐に駆られてマクベスを殺すこともなかっただろう。

### 現代

#### ニューエイジ宗教
引き寄せの法則は予言の自己成就の典型的な例である。これは「似たものは似たものを引き寄せる」という信念に与えられた名前であり、肯定的または否定的な考えに焦点を当てることによって、肯定的または否定的な結果をもたらすことができるというものである。この法則によれば、すべてのものは最初に想像によって創造され、それが思考へ、そして言葉と行動へとつながる。心に抱いた思考、言葉、行動は誰かの意図に影響を与え、期待された結果を実現させる。肯定的または否定的な態度が対応する結果を生み出す場合がある（主に偽薬とノーシーボ効果）が、引き寄せの法則には科学的根拠はない。

## スポーツ
2008年の一部の研究者は、バスケットボールでは、ヘッドコーチがより偏ったフィードバックを与える一方、アシスタントコーチはより批判的なフィードバックを与えることを発見した。彼らはこれがコーチから選手への外部期待によるものであると予測し、これはピグマリオン効果によって肯定的および否定的な結果をもたらす可能性があった。
研究者ヘレン・ブラウンは、メディアがアスリートに与える影響を調査する2つの実験の結果を発表し、アスリートのパフォーマンスがパフォーマンスに対する期待の影響を受け、それに合致していたと結論づけた。ロンドンでの追跡実験では、このような期待が彼らの判断と思考プロセスに影響を与える可能性があり、一部のアスリートには危険で破壊的な影響を与える可能性さえあることがわかった。

## 因果ループ
予言の自己成就は因果ループの一形態かもしれない。予定説は必ずしも超自然的な力を伴うものではなく、他の「確実な予知」メカニズムの結果かもしれない。確実性と将来に影響を与えることから生じる問題はニューカムのパラドックスで探求されている。予言の自己成就の注目すべき架空の例は古典的な戯曲『オイディプス王』に見られる。そこではオイディプースがティーヴァの王になるが、その過程で知らずに父親を殺し、母親と結婚するだろうという予言を実現する。予言自体が彼の行動の原動力として機能し、したがって自己成就的である。映画『12モンキーズ』は予定とカサンドラ複合体のテーマを大きく扱っており、過去に旅する主人公は過去を変えることができないと説明する。